# Neoseiulus cinctutus
Neoseiulus cinctutus är en spindeldjursart som först beskrevs av Livshitz och Kuznetsov 1972.  Neoseiulus cinctutus ingår i släktet Neoseiulus och familjen Phytoseiidae. Inga underarter finns listade i Catalogue of Life.